# موبكو
موبكو «مصر لتصنيع البترول والأسمدة» أو (بالإنجليزية: MOPCO - Misr Oil Processing And Fertilizers Co)‏ هي إحدى شركات قطاع البترول المصري، والتي تأسست عام 1998 وفقاً لأحكام قانون ضمانات وحوافز الإستثمار رقم 8 لسنة 1997 بنظام المناطق الحرة بدمياط وعلي مساحة 400 ألف متر مربع مخصص لمشروع «موبكو» للأسمدة والتوسعات المستقبلية.

## منتجات الشركة
- الأمونيا
- اليوريا
- النيتروجين

## المساهمين
يساهم في رأسمال الشركة كل من:-
- المصرية القابضة للبتروكيماويات (30.75%)
- السعودية المصرية للاستثمار (25.00%)
- ألفا أوريكس ليمتد (20.00%)
- المصرية القابضة للغازات الطبيعية (7.62%)
- العربية للإستثمارات البترولية (3.03%)
- مصر للتأمين (1.15%)
- مصر لتأمينات الحياة (0.99%)
- السعودية السابعة للاستثمار (0.69%)
- عبد الحليم محمد إبراهيم عمر (0.0002%)

## رؤساء الشركة
- إبراهيم عبد السلام.[1]
- عادل المهدي.[2]
- شريف القرش.[3]
- حسن عبد العليم.[4]
- محمد إسماعيل حجي.[5]
- مدحت يوسف.[6]
- أسامة كمال.[7]

## انتقادات بيئية
اشتكى أهل قرية السنانية المجاورة للمصنع من تلوث البيئة المحيطة بهم متهمين المصنع بمخالفات تتعلق بإلقاء المخلفات الصناعية واحتجوا مرارا بهذا الخصوص.

## انقسام الشركة
في 16 يونيو 2011 وافقت الجمعية العامة غير العادية لشركة مصر لإنتاج الأسمدة (موبكو) على تقسيم الشركة إلى شركتين مساهمتين مصريتين إحداهما (القاسمة) في دمياط وهي موبكو والأخرى (المنقسمة) في السويس وهي سوبسك السويس للخدمات البترولية، بنفس المساهمين وبنفس نسب المساهمة.